# سن جورجو اسکارامپی
سن جورجیو اسکارامپی (به ایتالیایی: San Giorgio Scarampi) یک کومونه در ایتالیا است که در استان آسته واقع شده‌است.

## خصوصیات
سن جورجیو اسکارامپی ۶٫۰ کیلومترمربع مساحت و ۱۲۲ نفر جمعیت دارد و ۶۵۵ متر بالاتر از سطح دریا واقع شده‌است.